# Liste der Baudenkmale in Thuine
In der Liste der Baudenkmale in Thuine sind alle Baudenkmale der niedersächsischen Gemeinde Thuine aufgelistet. Die Quelle der Baudenkmale ist der Denkmalatlas Niedersachsen. Der Stand der Liste ist der 10. Mai 2021.

## Allgemein
In den Spalten befinden sich folgende Informationen:
- Lage: die Adresse des Baudenkmales und die geographischen Koordinaten. Kartenansicht, um Koordinaten zu setzen. In der Kartenansicht sind Baudenkmale ohne Koordinaten mit einem roten Marker dargestellt und können in der Karte gesetzt werden. Baudenkmale ohne Bild sind mit einem blauen Marker gekennzeichnet, Baudenkmale mit Bild mit einem grünen Marker.
- Bezeichnung: Bezeichnung des Baudenkmales
- Beschreibung: die Beschreibung des Baudenkmales. Unter § 3 Abs. 2 NDSchG werden Einzeldenkmale und unter § 3 Abs. 3 NDSchG Gruppen baulicher Anlagen und deren Bestandteile ausgewiesen.
- ID: die Objekt-ID des Baudenkmales
- Bild: ein Bild des Baudenkmales, ggf. zusätzlich mit einem Link zu weiteren Fotos des Baudenkmals im Medienarchiv Wikimedia Commons. Wenn man auf das Kamerasymbol klickt, können Fotos zu Baudenkmalen aus dieser Liste hochgeladen werden:

## Thuine

### Gruppe: St.-Georg-Stift
Die Gruppe „St.-Georg-Stift“ hat die ID 35899558.

| Lage                                         | Bezeichnung | Beschreibung                    | ID       | Bild |
| -------------------------------------------- | ----------- | ------------------------------- | -------- | ---- |
| Klosterstraße 14 52° 29′ 41″ N, 7° 29′ 22″ O | Kirche      | Klosterkirche Christ-König      | 35946072 | BW   |
| Klosterstraße 14 52° 29′ 38″ N, 7° 29′ 15″ O | Kapelle     |                                 | 35946015 | BW   |
| Klosterstraße 14 52° 29′ 38″ N, 7° 29′ 15″ O | Baumbestand |                                 | 35947872 | BW   |
| Klosterstraße 14 52° 29′ 42″ N, 7° 29′ 25″ O | Toranlage   |                                 | 35946044 | BW   |
| Klosterstraße 14 52° 29′ 41″ N, 7° 29′ 25″ O | Kapelle     |                                 | 5945987  | BW   |
| Klosterstraße 14 52° 29′ 40″ N, 7° 29′ 22″ O | Kloster     | St.-Georg-Stift (Altmutterhaus) | 35945932 | BW   |
| Klosterstraße 14 52° 29′ 40″ N, 7° 29′ 22″ O | Anbau       |                                 | 35947928 | BW   |
| Klosterstraße 14 52° 29′ 38″ N, 7° 29′ 23″ O | Kirche      | heute Gartenhaus                | 35946859 | BW   |
| Klosterstraße 52° 29′ 35″ N, 7° 29′ 17″ O    | Bäckerei    | Hostienbäckerei                 | 35946799 | BW   |
| Klosterstraße 52° 29′ 35″ N, 7° 29′ 19″ O    | Werkstatt   | Hostienbäckerei                 | 35947533 | BW   |
| Mühlenstraße 52° 29′ 36″ N, 7° 29′ 21″ O     | Schule      |                                 | 35946829 | BW   |
| Mühlenstraße 52° 29′ 36″ N, 7° 29′ 23″ O     | Gästehaus   | St.Agnes                        | 35947666 | BW   |

### Gruppe: Kath. Kirche St. Georg
Die Gruppe „Kath. Kirche St. Georg“ hat die ID 35899540.

| Lage                                    | Bezeichnung    | Beschreibung                         | ID       | Bild |
| --------------------------------------- | -------------- | ------------------------------------ | -------- | ---- |
| Lindenbrink 52° 30′ 1″ N, 7° 29′ 26″ O  | Kirche         | Simultankirche St. Georg (kath./ev.) | 35946129 |      |
| Lindenbrink 52° 30′ 0″ N, 7° 29′ 26″ O  | Kirchhof       |                                      | 35946161 | BW   |
| Lindenbrink 52° 30′ 1″ N, 7° 29′ 28″ O  | Leichenhalle   | heute Geräteschuppen                 | 35946188 | BW   |
| Lindenbrink 52° 30′ 0″ N, 7° 29′ 27″ O  | Grabsteine     |                                      | 35947559 | BW   |
| Lindenbrink 52° 30′ 0″ N, 7° 29′ 27″ O  | Kruzifix       |                                      | 35947820 | BW   |
| Lindenbrink 52° 29′ 59″ N, 7° 29′ 27″ O | Kriegerdenkmal |                                      | 35946216 | BW   |

### Einzelbaudenkmale
| Lage                                          | Bezeichnung | Beschreibung | ID       | Bild |
| --------------------------------------------- | ----------- | ------------ | -------- | ---- |
| Hollenhorst 52° 29′ 16″ N, 7° 28′ 29″ O       | Wegekreuz   |              | 35945908 | BW   |
| Zum Silberesch 3 52° 29′ 34″ N, 7° 29′ 23″ O  | Wegekreuz   |              | 35946103 | BW   |
| Niederthuine 6 52° 29′ 38″ N, 7° 29′ 35″ O    | Wegekapelle |              | 35945856 | BW   |
| Zur Langenhorst 8 52° 29′ 16″ N, 7° 29′ 32″ O | Scheune     |              | 35946914 | BW   |
| Hauptstraße 14 52° 29′ 57″ N, 7° 29′ 25″ O    | Wohnhaus    |              | 35945882 | BW   |